# Walter Fuchs (Chemiker)
Walter Maximilian Fuchs (geboren 8. Juni 1891 in Wien, Österreich-Ungarn; gestorben 30. August 1957 in Aachen) war ein österreichisch-deutscher Chemiker.

## Leben
Walter Fuchs wurde am 8. Juni 1891 als Kind jüdischer Eltern in Wien geboren. Er selbst bezeichnete seinen Vater als Österreicher deutscher Nationalität. Fuchs studierte an der Universität Wien Chemie und wurde 1915 bei Guido Goldschmiedt, einem Meister der Strukturaufklärung organischer Naturstoffe, promoviert. Fuchs wurde dann zum Kriegsdienst eingezogen und nahm als Offizier der k.u.k. Armee an den Kampfhandlungen des Ersten Weltkrieges teil. Ein eher zufälliger Kontakt mit Max Hönig von der Technischen Hochschule Brünn während des Ersten Weltkrieges führte dazu, dass Fuchs nach Kriegsende eine wissenschaftliche Assistentenstelle in Brünn erhielt, ein Angebot, das Fuchs gerne annahm, da sein Doktorvater Goldschmiedt inzwischen verstorben war. Mit seinem Wohnort Brünn wurde Fuchs wie alle Einwohner der nun selbständigen Tschechoslowakei tschechoslowakischer Staatsbürger.
Hönig führte Forschungsarbeiten zur Strukturaufklärung des organischen Naturstoffs Lignin, einem Hauptbestandteil des Holzes, aus und beteiligte Fuchs an diesen Arbeiten. So kam es, dass Fuchs in den folgenden Jahren zu einem anerkannten Fachmann für Fragen des Lignins und – wegen des Zusammenhangs von Holz und Lignin mit der Kohleentstehung – für Fragen der Kohleentstehung wurde. Aus diesem Grunde engagierte Franz Fischer Fuchs 1927 als Abteilungsvorsteher an das Kaiser-Wilhelm-Institut für Kohlenforschung in Mülheim an der Ruhr. Fuchs Tätigkeit am Institut endete 1931 abrupt. Die Gründe sind nicht genau bekannt. Wahrscheinlich waren finanzielle Engpässe der Grund, eine Abteilung mit dem Schwerpunkt Entstehung der Kohle zu schließen, da keine industrielle Anwendung zu erwarten war.
Fuchs gründete daraufhin in Berlin eine Firma für Produkte der Nahrungsmittelindustrie, wurde aber bereits 1932 als Professor für chemische Technologie an die Technische Hochschule Aachen berufen. Mit der Berufung wurde Fuchs deutscher Staatsbürger.
Bereits im Frühjahr 1933 begannen nun auch an der RWTH Aachen die Denunziationsmaßnahmen der Studentenschaft. Hierbei ließen der ASTA (Allgemeiner Studentenausschuss) und die Studentenführer dem hierfür extra eingesetzten Denunziationsausschuss bestehend aus Hermann Bonin, Hubert Hoff, Felix Rötscher, Adolf Wallichs, und Robert Hans Wentzel darüber Mitteilungen zukommen, welche der Dozenten und Professoren nicht arischer Abstammung waren oder vermeintlich oder tatsächlich eine unerwünschte politische Einstellung hatten. Fuchs sollte nun gemäß dem Gesetz zur Wiederherstellung des Berufsbeamtentums auf Grund seiner jüdischen Herkunft zusammen mit den anderen nicht arischen Professoren Otto Blumenthal, Arthur Guttmann, Ludwig Hopf, Theodore von Kármán, Paul Ernst Levy, Karl Walter Mautner, Alfred Meusel, Leopold Karl Pick, Rudolf Ruer, Hermann Salmang und Ludwig Strauss die Lehrerlaubnis entzogen werden.
September 1933 wurde er schließlich von der NS-Regierung aus dem Staatsdienst entlassen, nicht wegen seiner jüdischen Abstammung, sondern wegen seiner bisherigen politischen Betätigung, womit wahrscheinlich seine Mitgliedschaft in der SPD gemeint war. Fuchs emigrierte über die Tschechoslowakei und England in die USA und erhielt hier zunächst befristet eine Beschäftigungsmöglichkeit an der Rutgers University und dann an der Pennsylvania State University. Die letztere Tätigkeit endete 1942. Auch hier sind die Gründe nicht bekannt, unter Umständen hängen sie mit dem Eintritt der USA in den Zweiten Weltkrieg 1941 zusammen.
Bis 1949 betätigte sich Fuchs in den USA als Industrieberater. 1949 wurde Fuchs von der nordrhein-westfälischen Kultusministerin Christine Teusch im Alter von 58 Jahren an die Technische Hochschule Aachen zurückgeholt. Hier entfaltete er mit einer Vielzahl von Mitarbeitern eine lebhafte Forschungstätigkeit auf zahlreichen Feldern der technischen Chemie. Am 30. August 1957, erst 66-jährig, erlag er einem Herzinfarkt. Seine wissenschaftlichen Entwürfe und Anregungen waren so vielfältig, dass noch bis zu neun Jahre nach seinem Tode Publikationen seiner Mitarbeiter erschienen, die Walter Fuchs als Koautor benannten.

## Leistungen
Walter Fuchs Bedeutung als Forscher liegt auf seinem Gespür für technisch machbare Prozesse. In seinem Aachener Institut entfaltete er eine intensive Tätigkeit auf vielfältigen Feldern der technischen Chemie, so auf dem Gebiet der Teer- und Erdölchemie, der technischen Elektrochemie, der technischen Gasreaktionen, der synthetischen Textilfasern und anderen Gebieten. In den wenigen Jahren seiner Aachener Nachkriegstätigkeit erschienen 79 Doktorarbeiten seiner Mitarbeiter. Damit hat er bedeutende wissenschaftliche Impulse für die Industrie und Wirtschaft des Landes gegeben. Hervorzuheben ist Walter Fuchs als Erforscher der Kohlenentstehung.

## Schriften
Walter Fuchs hat weit mehr als 200 wissenschaftliche Arbeiten veröffentlicht, meist Aufsätze in wissenschaftlichen Fachzeitschriften. Hervorzuheben sind die beiden Bücher
- Die Chemie des Lignins. Springer, Berlin 1926,
- Die Chemie der Kohle. Springer, Berlin 1931,

die sein wissenschaftliches Renommee begründeten. Eine vollständige Liste der Veröffentlichungen enthält die Biographie von Valentin Wehefritz.